# United Artists
A United Artists egy 1919-ben alapított amerikai filmstúdió.

## Története
A United Artists-ot Mary Pickford, Douglas Fairbanks, Charles Chaplin és D. W. Griffith alapítottak 1919-ben, hogy független gyártású filmjeiket forgalmazhassák. Nem volt műtermük. Aranykorát a 20-as években élte, mikor az alapító művészek még aktívan készítettek filmeket. Több híres producer dolgozott nekik, többek között Korda Sándor és David O. Selznick. Samuel Goldwyn alkotásai értek el komolyabb sikereket, de ő később átment az RKO vállalathoz. A negyvenes években a csőd szélén táncoltak, ezért vállalkozásukat eladták egy New York-i ügyvédpárosnak. Az ötvenes években a gödörből elindultak a szakmai csúcs felé. 1962-ben mutatták be a Dr. No című filmet, ami a mai napig sikeres James Bond sorozatot indította el. A Warner Brothers filmjeik terjesztésével foglalkoztak. 1967-ben egy San Franciscó-i pénzügyi nagyvállalkozás vette át a céget. A két jogász ettől függetlenül még egy évtizedig vezette a stúdiót, majd 1978-ban távoztak. 1981-ben az United Artist beolvadt az MGM-be. A 70-es és a 80-as években új tehetségek serkentették a vállalatot, beleértve Woody Allen, Robert Altman, Miloš Forman és Brian De Palma rendezők. 1973-ban az MGM filmek terjesztésével foglalkoztak

## United Artists filmek

### 1920-as és 1930-as évek
- Út a boldogság felé (Way Down East) (1920)
- Árvák a viharban (Orphans of the Storm) (1922)
- A Baghdadi tolvaj (1924))
- Aranyláz (The Gold Rush) (1925)
- Két arab lovag (Two Arabian Knights) (1927)
- My Best Girl (1927)
- Coquette (1929)
- Taming of the Shrew (1929)
- Hell's Angels (1930)
- Nagyvárosi fények (City Lights) (1931)
- A sebhelyes arcú (Scarface) (1932)
- Modern idők (Modern Times) (1936)
- The Prisoner of Zenda (1937)
- Nothing Sacred (1937)
- Stella Dallas (1937)
- Tüzek Anglia felett (Fire Over England) (1937)
- Wuthering Heights (1939)
- Hatosfogat (Stagecoach) (1939)

### 1940-es évek
- A Manderley-ház asszonya (Rebecca) (1940) forgalmazó
- Boszorkánykonyha (Foreign Correspondent) (1940) forgalmazó
- A bagdadi tolvaj (The Thief of Bagdad) (1940, Korda verziója)
- A diktátor (The Great Dictator) (1940)
- To Be or Not To Be (1942)
- Mióta távol vagy (Since You Went Away) (1944)
- Elbűvölve (Spellbound) (1945) forgalmazó
- Red River (1948)

### 1950-es évek
- Afrika királynője (The African Queen) (1951)
- Moulin Rouge (1952)
- Vera Cruz (1954)
- Marty (1955)
- Night of the Hunter (1955)
- Around the World in Eighty Days (1956)
- The Sweet Smell of Success (1957)
- The Big Country (1958)
- Külön asztalok (1958)
- Van, aki forrón szereti (1959)

### 1960-as évek
- The Apartment (1960)
- A hét mesterlövész (The Magnificent Seven) (1960)
- The Misfits (1961)
- West Side Story (1961)
- Dr. No (1962)
- Oroszországból szeretettel (From Russia With Love) (1963)
- Tom Jones (1963)
- The Pink Panther és folytatásai (1964)
- Goldfinger (1964)
- In the Heat of the Night (1967)
- Midnight Cowboy (1968)
- Jó estét, Mrs. Campbell! (1968)

### 1970-es évek
- Sleeper (1972)
- Száll a kakukk fészkére (1975)
- Rocky (1976)
- Carrie (1976)
- Annie Hall (1977)
- Convoy (1978)
- Hazatérés (1978)
- Apokalipszis most (1979)
- Hair (1979)

### 1980-as évek
- Filléreső (1981)
- A francia hadnagy szeretője (1981)
- A NIMH titka (1982)
- Belevaló fickók (1987)
- Esőember (1988)
- Gyerekjáték (1988)
- Charlie – Minden kutya a mennybe jut (1989)

### 1990-es évek
- GoldenEye (1995)
- Rob Roy (1995)
- The Birdcage (1996)
- Ronin (1998)

### 2000-es évek
- Aki bújt, aki nem (2001)
- Minden jöhet (2002)
- Capote (2005)

## Külső hivatkozások
- A United Artists honlapja Archiválva 2008. december 2-i dátummal a Wayback Machine-ben
- United Artists az Internet Movie Database-ben